# Hetian (sockenhuvudort i Kina, Hunan Sheng, lat 27,35, long 110,97)
Hetian (kinesiska: 荷田, 荷田乡) är en sockenhuvudort i Kina. Den ligger i provinsen Hunan, i den södra delen av landet, omkring 220 kilometer sydväst om provinshuvudstaden Changsha. Antalet invånare är 24 129. Befolkningen består av 11 482 kvinnor och 12 647 män. Barn under 15 år utgör 21,0 %, vuxna 15-64 år 68 %, och äldre över 65 år 9,0 %.
Runt Hetian är det tätbefolkat, med 369 invånare per kvadratkilometer. Närmaste större samhälle är Tantou, 19,3 km sydost om Hetian. I omgivningarna runt Hetian växer huvudsakligen savannskog.
Genomsnittlig årsnederbörd är 1 620 millimeter. Den regnigaste månaden är maj, med i genomsnitt 246 mm nederbörd, och den torraste är oktober, med 50 mm nederbörd.